# Colavita/Sutter Home Presented by Cooking Light/2007
Deze pagina geeft een overzicht van de wielerploeg Colavita/Sutter Home Presented by Cooking Light in 2007.

## Renners
| Naam                | Geboortedatum | Nationaliteit    | Ploeg 2006                              |
| ------------------- | ------------- | ---------------- | --------------------------------------- |
| Alejandro Acton     | 03-06-1972    | Argentinië       | Targetraining                           |
| Gustavo Artacho     | 15-09-1967    | Argentinië       | Colavita-Sutter Home                    |
| Adam Bergman        | 30-08-1980    | Verenigde Staten | neoprof                                 |
| Jonathan Clarke     | 18-12-1984    | Australië        | SouthAustralia.com-AIS (tot 30-06-2007) |
| Anthony Colby       | 17-02-1979    | Verenigde Staten | Targetraining                           |
| Luca Damiani        | 08-11-1984    | Italië           | neoprof                                 |
| Charles Dionne      | 15-03-1979    | Canada           | Saunier Duval                           |
| Davide Frattini     | 06-08-1978    | Italië           | Colavita-Sutter Home                    |
| Hayden Godfrey      | 15-12-1978    | Nieuw-Zeeland    | Monex                                   |
| Andy Guptill        | 17-03-1983    | Verenigde Staten | Targetraining                           |
| Peter Hatton        | 23-03-1983    | Australië        | Jittery Joe`s-Zero Gravity              |
| Robby Ketchell      | 26-01-1983    | Verenigde Staten | Nerac-Outdoorlights.com                 |
| David McCann        | 17-07-1973    | Ierland          | Giant Asia Racing Team                  |
| Daniel Vaillancourt | 10-04-1982    | Verenigde Staten | neoprof                                 |
| Tyler Wren          | 04-03-1981    | Verenigde Staten | Colavita-Sutter Home                    |

2003 · 2004 · 2005 · 2006 · 2007 · 2008 · 2009 · 2010 · 2011 · 2012